# نادر البزري
نادر البزري (بالإنجليزية: Nader El-Bizri)‏ من مواليد مدينة صيدا في لبنان في العام 1966.
أكاديمي عربي (لبناني) مقيم بين لبنان وبريطانيا ومتخصص في مجال الفلسفة وتاريخ العلوم والعمارة. وهو أستاذ في الفلسفة ومدير قسم دراسة الحضارات في الجامعة الأميركية في بيروت. وقد درس قبل ذلك في جامعة هارفرد في الولايات المتحدة الأميركية ويحاضر في جامعة كابريدج في بريطانيا كما أنه باحث زائر في المعهد القومي للبحث العلمي في باريس CNRS. له مؤلفات عديدة في الفلسفة الظواهراتية المعاصرة الفينومينولوجيا (بالإنجليزية: Phenomenology)‏ وفي تاريخ الفلسفة والعلوم ونشرت أعماله في أميركا الشمالية والعديد من الدول الأوروبية. وهو حائز على جائزة مؤسسة الكويت للتقدم العلمي للعام 2014.
تتمحور أبحاث نادر البزري حول مسائل تتعلق بفلسفة ما بعد الطبيعة (الميتافيزيقيا) كما أن له اهتمامات فلسفية أخرى تتبحر بقضايا فلسفة العلم ونظريات المعرفة الابيستيمولوجيا وما لهذه من علاقات بالمفاهيم الظواهراتية (الفينومينولوجيا) عند فلاسفة القرن العشرين كأمثال مارتن هايدغر (بالإنجليزية: Heidegger)‏ وإدموند هوسرل (بالإنجليزية: Husserl)‏ وموريس ميرلو بونتي (بالإنجليزية: Merleau-Ponty)‏. واهتمامات البزري في دراسة تاريخ العلوم والفلسفة ترتكز بشكل أساسي على معالجة قضايا معرفية دقيقة ضمن الإرث العربي العلمي الكلاسيكي وعلاقته بمعارف الإغريق وحيثيات انتقاله إلى أوروبا في العصر الوسيط وفي حقبة النهضة في إيطاليا Renaissance. ويركز البزري أبحاثه في هذا الإطار حول ارث الحسن ابن الهيثم في علم المناظر والبصريات Optics وكذلك حول أعمال ابن سينا الميتافيزيقية. كما أنه وضع كذلك دراسات مفصّلة حول رسائل إخوان الصفاء (Epistles of the Brethren of Purity) من خلال سلسلة علميّة وأكاديمية تصدرها دار النشر التابعة لجامعة أكسفورد البريطانيّة.